# ناحیه نووی (میشیگان)
ناحیه نووی (به انگلیسی: Novi Township) یک منطقهٔ مسکونی در ایالات متحده آمریکا است که در شهرستان اوکلاند، میشیگان واقع شده‌است.
 ناحیه نووی ۰٫۲۸ کیلومتر مربع مساحت و ۱۵۰ نفر جمعیت دارد و ۲۷۴ متر بالاتر از سطح دریا واقع شده‌است.